# Erwtenkrabbetje
Het erwtenkrabbetje (Pinnotheres pisum) is een kleine krab uit de familie Pinnotheridae, die algemeen voorkomt als commensaal in tweekleppigen voor de Belgische en de Nederlandse kust. De wetenschappelijke naam van de soort werd in 1767 als Cancer pisum gepubliceerd door Carl Linnaeus.

## Anatomie
Het erwtenkrabbetje heeft een bolvormige carapax die vrijwel cirkelrond is, en waarvan de breedte maximaal 15 mm bedraagt. Erwtenkrabbetjes vertonen een duidelijk seksueel dimorfisme. Bij vrouwtjes is de carapax glad en lederachtig, de voorste rand ervan is naar beneden gebogen. De oogjes zijn zeer klein en van bovenaf niet te zien. De schaarpoten zijn relatief klein. Bij het mannetje is de carapax glad en hard en zijn de kleine oogjes wel van bovenaf zichtbaar. De schaarpoten zijn een stuk sterker ontwikkeld dan bij het vrouwtje. De looppoten (pereopoden) zijn cilindrisch en dragen een zeer korte dactylus (laatste segment). Het erwtenkrabbetje is meestal licht crème gekleurd. Daardoorheen zijn de roodachtige of oranje ingewanden deels zichtbaar.

## Verspreiding en ecologie
Het erwtenkrabbetje komt voor als commensaal in de mantelholte van tweekleppigen en manteldieren. In het Belgisch en Nederlands faunagebied zijn de gastheren onder andere: gewone mossel, paardenmossel, oester, kokkel, strandschelpen en venusschelpen. Vrouwelijke krabbetjes blijven gewoonlijk voor de rest van hun leven in de gastheerschelp, mannetjes zijn vaak vrij in de waterkolom aan te treffen. Ze worden gevonden vanaf de getijdenzone tot op 40 m diepte.
Erwtenkrabbetjes zijn planktoneters die hun voedsel uit het water filteren.
Het is een Oost-Atlantische soort, voorkomend van Noorwegen zuidwaarts tot Mauritanië. De soort komt ook voor in de Middellandse Zee.